# Schauspielhaus
Pour les articles homonymes, voir Schauspielhaus (homonymie).

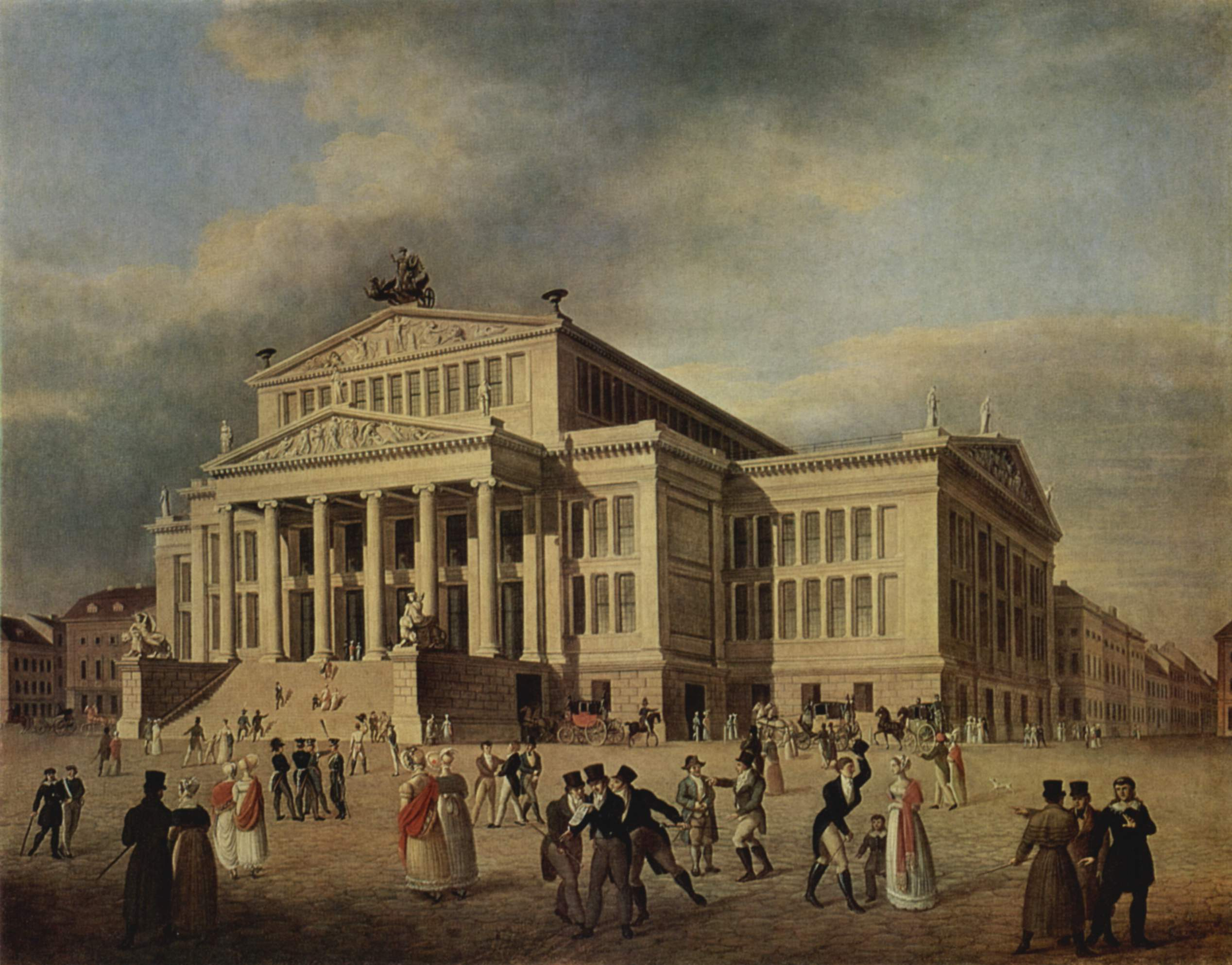
Schauspielhaus (aujourd'hui Konzerthaus), Gendarmenmarkt à Berlin, vers 1821.

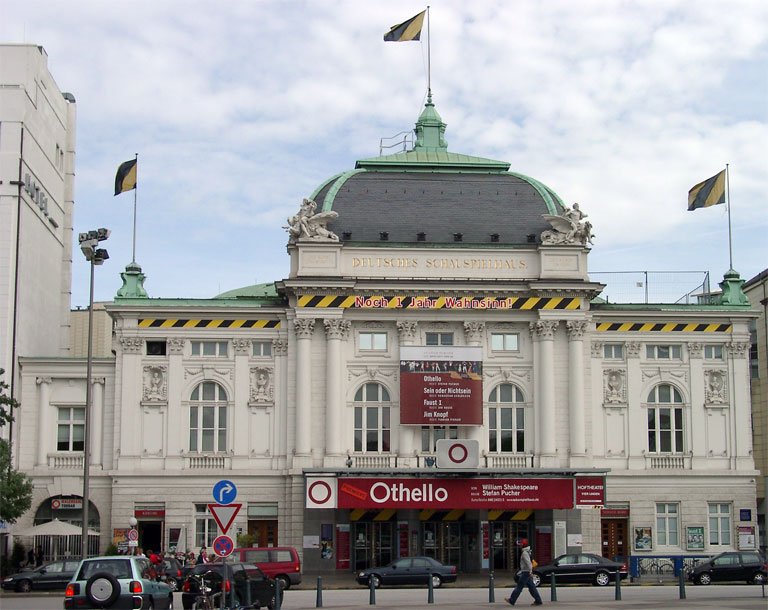
Deutsches Schauspielhaus à Hambourg.

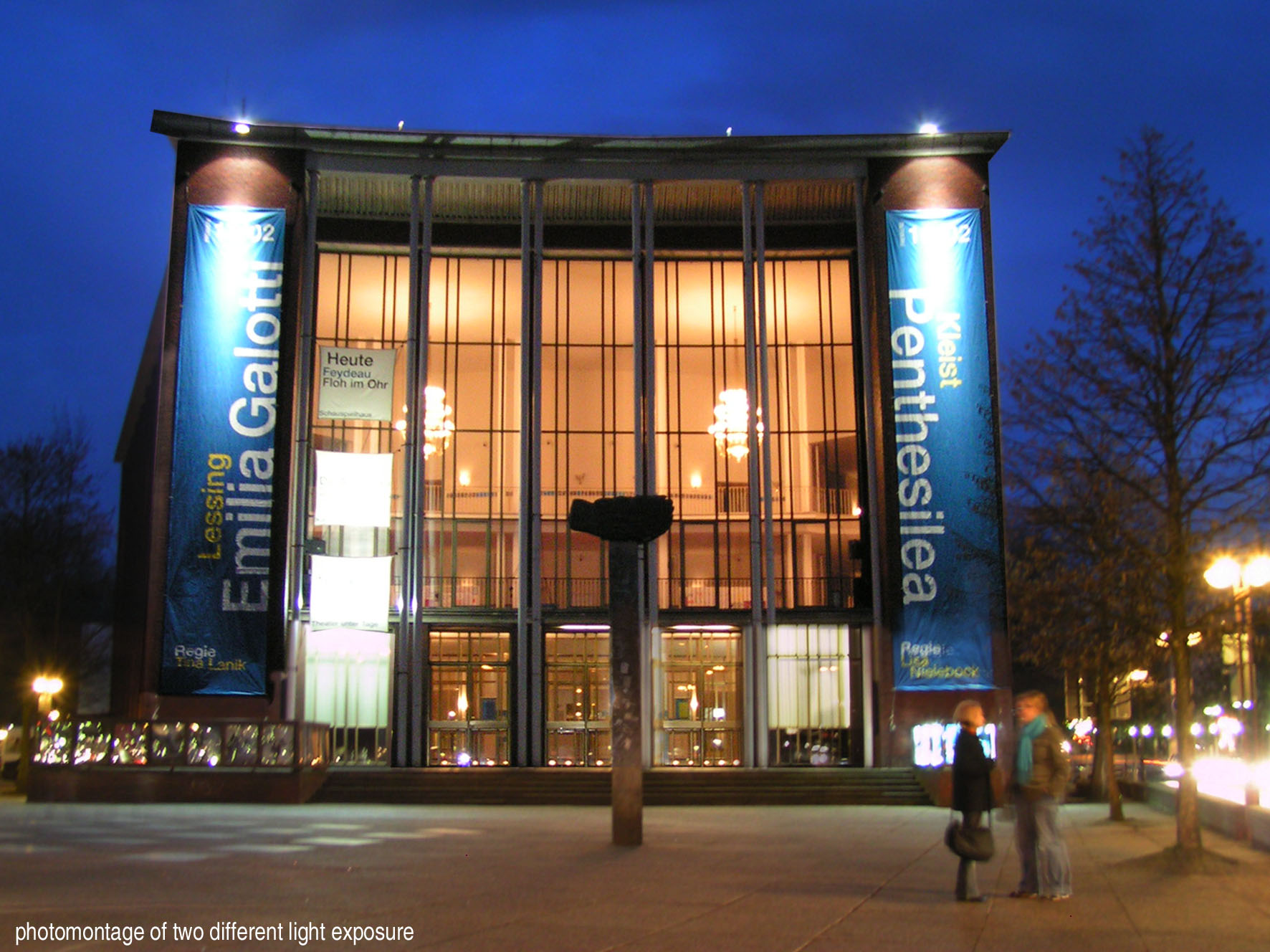
Schauspielhaus Bochum.

Un Schauspielhaus est un bâtiment principalement utilisé pour la représentation de pièces de théâtre, à savoir le théâtre parlé.  
Le terme Schauspielhaus s'applique en particulier pour les théâtres qui proposent uniquement des pièces de théâtre et n'ont pas de division de théâtre musical ou de danse. Un Schauspielhaus comporte souvent plusieurs salles et ne fait pas référence à un bâtiment spécifique.

## Théâtres
Les théâtres indépendants bien connus dans le monde germanophone, appelés Schauspielhaus, sont :  
En Allemagne
- Berlin : Schauspielhaus Berlin, Großes Schauspielhaus, Neues Schauspielhaus (à Berlin-Schöneberg)
- Bochum : Schauspielhaus Bochum
- Dortmund : Spielstätte Schauspielhaus der Theater Dortmund
- Dresde : Spielstätte Schauspielhaus des Staatsschauspiels Dresden
- Düsseldorf : Théâtre de Düsseldorf
- Erfurt : Schauspielhaus (Erfurt)
- Essen : Grillo-Theater (auparavant Stadttheater)
- Frankfurt am Main : Schauspielhaus (Frankfurt)
- Hambourg : Deutsches Schauspielhaus
- Hanovre : Schauspielhaus Hannover
- Cologne : Schauspiel Köln
- Königsberg (Königsberg in Preussen, actuellement en Russie) : Neues Schauspielhaus (jusqu'en 1945)
- Leipzig : Schauspielhaus Leipzig
- Munich : Münchner Schauspielhaus (jusqu'en 1925)
- Munich : Münchner Kammerspiele – Schauspielhaus München
- Neubrandenburg : Schauspielhaus Neubrandenburg
- Potsdam : Königliches Schauspielhaus (Potsdam)
- Stuttgart : Staatsoper Stuttgart, aussi das Kleine Haus à Stuttgart
- Wuppertal : Schauspielhaus Wuppertal (jusqu'en  2013)

En Autriche
- Graz : Schauspielhaus Graz
- Salzbourg : Schauspielhaus Salzburg (auparavant Elisabethbühne)
- Vienne : Schauspielhaus Wien (de), ferner auch Burgtheater, Akademietheater, Theater in der Josefstadt und Volkstheater (Wien)

En Suisse
- Zürich : Schauspielhaus Zürich

## Divers
Dans de nombreux théâtres multipartites municipaux et étatiques, le théâtre est appelé Schauspielhaus (aussi Kleines Haus - Petite maison), par opposition à un opéra (aussi Großes Haus - Grande maison). Dans ce contexte, Schauspielhaus fait souvent également référence à l'espace de théâtre utilisé pour jouer dans un bâtiment de théâtre qui a deux salles de théâtre ou plus. 
Le Schauspielhaus am Gendarmenmarkt à Berlin est exploité sous le nom Konzerthaus Berlin depuis 1984. Le Große Schauspielhaus de Berlin près du Schiffbauerdamm, ouvert en 1919, a été rebaptisé Theater des Volkes en 1933, exploité sous le nom de Friedrichstadt-Palast à partir de 1947 et démoli en 1985.